# Colômbia nos Jogos Sul-Americanos de 2010
Os nonos Jogos Sul-Americanos foram realizados na cidade de Medellín, Colômbia entre 17 e 30 de março de 2010. Para os jogos se classificaram 3.751 atletas. A delegação da Colômbia foi a mais numerosa dos Jogos, com 644 participantes. Ela foi seguida por Brasil, Argentina, Chile e Venezuela com 573, 563, 456 e 451 atletas respectivamente.
A delegação da Colômbia bateu a marca de maior número de medalhas obtidas por um país em uma edição dos Jogos Sul-Americanos. Antes dos Jogos Sul-Americanos de 2010, quem tinha a marca era o Brasil com 333 medalhas conquistadas nos Jogos do Brasil 2002 e a Colômbia obteve ao final das competições esportivas um total de 372 pódios..
A delegação da colômbia dominou as modalidades de Patinação de velocidade, Ciclismo e Boliche.. As análises mostraram que o sucesso foi graças a um melhor nível de planejamento esportivo e treinamentos mais eficazes. Além disso, houve um aumento da receita de 59% no ciclo olímpico, permitindo a contratação de psicólogos, melhores técnicos nacionais e estrangeiros nas modalidades de Tiro com arco, Boxe, Judô e Lutas. O presidente do Comité Olímpico Colombiano, Baltazar Medina, comentou a respeito:
| “ | "...o feito de ser país-sede, o apoio da população, o esforço da organização para nos dar todas as comodidades possíveis e a unidade de toda a delegação, foi sem dúvida outro aspecto que influenciou para ganhar o título...É uma mostra de que o esporte de alto rendimento do país vem progredindo, porque os dirigintes deixaram de ser imediatistas. Agora trabalhamos projetos de médio e longo prazo." | ” |

## Quadro de Medalhas de  Medellín 2010
Clara Guerrero Londono, Jercy Puello Ortiz e Manuel Hernando Otalora Ortiz foram os desportistas colombianos com o maior número de vitórias nos jogos. Cada um recebeu seis medalhas de ouro nas modalidades de Boliche, Patinação de velocidade e Boliche respectivamente.

## Quadro de medalhas
País-sede destacado.
| Ordem | País                | Medalha de ouro | Medalha de prata | Medalha de bronze | Total |
| ----- | ------------------- | --------------- | ---------------- | ----------------- | ----- |
| 1     | Colômbia            | 144             | 124              | 104               | 372   |
| 2     | Brasil              | 133             | 119              | 103               | 355   |
| 3     | Venezuela           | 89              | 77               | 97                | 263   |
| 4     | Argentina           | 54              | 76               | 107               | 237   |
| 5     | Chile               | 25              | 32               | 52                | 109   |
| 6     | Peru                | 19              | 19               | 33                | 71    |
| 7     | Equador             | 16              | 21               | 57                | 94    |
| 8     | Bolívia             | 2               | 1                | 8                 | 11    |
| 9     | Uruguai             | 1               | 8                | 4                 | 13    |
| 10    | Paraguai            | 1               | 7                | 4                 | 12    |
| 11    | Guiana              | 1               | 1                | 2                 | 4     |
| 12    | Antilhas Holandesas | 1               |                  | 3                 | 4     |
| 13    | Aruba               |                 |                  | 2                 | 2     |
| 13    | Panamá              |                 |                  | 2                 | 2     |
| 13    | Suriname            |                 |                  | 2                 | 2     |
| TOTAL | TOTAL               | 486             | 485              | 580               | 1 551 |

## Medalhas de Ouro da Colômbio
Apesar do bom desempenho da Colômbia na nona edição dos Jogos, não pode tirar do Brasil a marca de país com maior número de medalhas de ouro em uma edição. Nos Jogos do Brasil 2002, o Brasil obteve o maior número de medalhas de ouro em uma edição dos jogos, com 148 unidades douradas, enquanto que a Colômbia obteve em Medellín 2010 um total de 144 Medalhas de ouro.
Fonte: El Tiempo - Jornal colombiano.
| Esporte                 | Medalhas de Ouro | Esportista                                                               | Evento                                   |
| Patinação de velocidade | 23               |                                                                          |                                          |
| Patinação de velocidade | 23               | Pedro Causil                                                             | 300 metros contra o relógio              |
| Patinação de velocidade | 23               | Pedro Causil                                                             | Velocidade 500 metros                    |
| Patinação de velocidade | 23               | Andrés Felipe Muñoz                                                      | 1.000 metros                             |
| Patinação de velocidade | 23               | Jorge Luis Cifuentes                                                     | Pontos + Eliminação 10000m               |
| Patinação de velocidade | 23               | Pedro Causil                                                             | Velocidade 500m estrada                  |
| Patinação de velocidade | 23               | Jorge Luis Cifuentes                                                     | Eliminação 20000m                        |
| Patinação de velocidade | 23               | Jorge Luis Cifuentes                                                     | Maratona                                 |
| Patinação de velocidade | 23               | Jorge Luis Cifuentes                                                     | Pontos 10000m estrada                    |
| Patinação de velocidade | 23               | Óscar Cobo                                                               | Eliminação 15000m                        |
| Patinação de velocidade | 23               | Pedro Causil, Andrés Muñoz e Jorge Luis Cifuentes                        | Revezamento 3000m                        |
| Patinação de velocidade | 23               | Andrés Felipe Muñoz                                                      | 200m contra o relógio estrada            |
| Patinação de velocidade | 23               | Jercy Puello                                                             | 300m contra o relógio                    |
| Patinação de velocidade | 23               | Estefanía Cuervo                                                         | Velocidade 500m                          |
| Patinação de velocidade | 23               | Jercy Puello                                                             | 1.000 metros                             |
| Patinação de velocidade | 23               | Kelly Martínez                                                           | Pontos 10000m estrada                    |
| Patinação de velocidade | 23               | Jercy Puello                                                             | Velocidade 500m estrada                  |
| Patinação de velocidade | 23               | Martha Lucía Ramíirez                                                    | Eliminação 20000m                        |
| Patinação de velocidade | 23               | Kelly Martínez                                                           | Maratona                                 |
| Patinação de velocidade | 23               | Kelly Martínez                                                           | Pontos + Eliminação 10000m               |
| Patinação de velocidade | 23               | Martha Lucía Ramíirez                                                    | Eliminação 15000m                        |
| Patinação de velocidade | 23               | Jercy Puello, Kelly Martíinez e Martha L. Ramírez                        | Revezamento 3000m                        |
| Patinação de velocidade | 23               | Jercy Puello                                                             | 200m contra o relógio estrada            |
| Patinação de velocidade | 23               | Jercy Puello, Kelly Martíinez e Martha L. Ramírez                        | Revezamento 5000m estrada                |
| Ciclismo de Pista       | 16               |                                                                          |                                          |
| Ciclismo de Pista       | 16               | Cristian Tamayo                                                          | Velocidade individual                    |
| Ciclismo de Pista       | 16               | Juan Esteban Arango                                                      | Perseguição individual                   |
| Ciclismo de Pista       | 16               | Fabián Puerta                                                            | 1 km                                     |
| Ciclismo de Pista       | 16               | Leonardo Narváez                                                         | Keirin                                   |
| Ciclismo de Pista       | 16               | Carlos Alzate                                                            | Scratch                                  |
| Ciclismo de Pista       | 16               | Carlos Urán                                                              | Omniun                                   |
| Ciclismo de Pista       | 16               | Leonardo Narváez, Cristian Tamayo e Fabián Puerta                        | Velocidade por equipes                   |
| Ciclismo de Pista       | 16               | Weimar Roldán, Arles Castro, Edwin Ávila e Juan E. Arango                | Perseguição por equipes                  |
| Ciclismo de Pista       | 16               | Diana García                                                             | Velocidade individual                    |
| Ciclismo de Pista       | 16               | María Luisa Calle                                                        | Perseguição individual                   |
| Ciclismo de Pista       | 16               | Diana García                                                             | 500 metros                               |
| Ciclismo de Pista       | 16               | Lorena Vargas                                                            | Corrida por pontos                       |
| Ciclismo de Pista       | 16               | Diana García                                                             | Keirin                                   |
| Ciclismo de Pista       | 16               | Lorena Vargas                                                            | Scratch                                  |
| Ciclismo de Pista       | 16               | Milena Salcedo e Diana García                                            | Velocidade por equipes                   |
| Ciclismo de Pista       | 16               | Natalia Muñoz, María L. Calle e Lorena Vargas                            | Perseguição por equipes                  |
| Boliche                 | 14               |                                                                          |                                          |
| Boliche                 | 14               | Manuel Otálora                                                           | Individual                               |
| Boliche                 | 14               | Jaime Gómez e Manuel Otálora                                             | Duplas masculino                         |
| Boliche                 | 14               | Jaime Monroy, Jaime Gómez e Manuel Otálora                               | Trios masculino                          |
| Boliche                 | 14               | Jaime Monroy, Jorge Romero, Jaime Gómez e Manuel Otálora                 | Quartetos masculino                      |
| Boliche                 | 14               | Manuel Otálora                                                           | Todos os eventos individual              |
| Boliche                 | 14               | Manuel Otálora, Jaime Monroy, Jorge Romero e Jaime Gómez                 | Todos os eventos por equipes             |
| Boliche                 | 14               | Jaime Gómez                                                              | Masters                                  |
| Boliche                 | 14               | Clara Juliana Guerrero                                                   | Individual                               |
| Boliche                 | 14               | Clara J. Guerrrero e Rocío Restrepo                                      | Duplas feminino                          |
| Boliche                 | 14               | Laura Fonnegra, Clara J. Guerrero, Rocío Restrepo e Anggie Ramírez       | Quartetos feminino                       |
| Boliche                 | 14               | Clara Juliana Guerrero                                                   | Todos os eventos individual              |
| Boliche                 | 14               | Laura Fonnegra, Clara J. Guerrero, Rocío Restrepo e Anggie Ramírez       | Todos os eventos por equipes             |
| Boliche                 | 14               | Clara Juliana Guerrero                                                   | Masters                                  |
| Boliche                 | 14               | David Romero e Anggie Ramírez                                            | Duplas mistas                            |
| Atletismo               | 11               |                                                                          |                                          |
| Atletismo               | 11               | Isidro Montoya                                                           | 100 metros                               |
| Atletismo               | 11               | Rafith Rodríguez                                                         | 800 metros                               |
| Atletismo               | 11               | Juan Pablo Maturana                                                      | 400 metros com barreiras                 |
| Atletismo               | 11               | Mauricio González                                                        | 5.000 metros                             |
| Atletismo               | 11               | Edder César Moreno                                                       | Lançamento de dardo                      |
| Atletismo               | 11               | Robin Mosquera                                                           | Salto triplo                             |
| Atletismo               | 11               | Javier Peña                                                              | 10.000 metros                            |
| Atletismo               | 11               | Luis Núñez, Isidro Montoya, Álvaro Gómez e Diego Gallego                 | Revezamento 4x100 metros masculino       |
| Atletismo               | 11               | María Lucely Murillo                                                     | Lançamento de dardo                      |
| Atletismo               | 11               | Ingrid Hernández                                                         | Marcha atlética 20 km                    |
| Atletismo               | 11               | Yenifer Padilla, Marcela Cuesta, Alejandra Idrobo y Yanet Largacha       | Revezamento 4x400 metros feminino        |
| Tiro com arco           | 8                |                                                                          |                                          |
| Tiro com arco           | 8                | Daniel Pacheco                                                           | Overall individual                       |
| Tiro com arco           | 8                | Daniel Pacheco, Juan Carlos Echavarría e Diego Torres                    | Recurvo por equipes                      |
| Tiro com arco           | 8                | Natalia Sánchez                                                          | 30 metros recurvo                        |
| Tiro com arco           | 8                | Sigrid Romero                                                            | 50 metros recurvo                        |
| Tiro com arco           | 8                | Sigrid Romero                                                            | 70 metros recurvo                        |
| Tiro com arco           | 8                | Natalia Londoño                                                          | 50 metros composto                       |
| Tiro com arco           | 8                | Sigrid Romero                                                            | Todas as distâncias recurvo              |
| Tiro com arco           | 8                | Natalia Sánchez                                                          | Individual geral recurvo                 |
| Saltos ornamentais      | 7                |                                                                          |                                          |
| Saltos ornamentais      | 7                | Juan Guillermo Urán                                                      | Trampolim 3 metros                       |
| Saltos ornamentais      | 7                | Miguel Ángel Reyes                                                       | Trampolim 1 metro                        |
| Saltos ornamentais      | 7                | Juan G. Urán e Víctor Ortega                                             | Trampolim 3 metros sincronizado          |
| Saltos ornamentais      | 7                | Juan G. Urán e Víctor Ortega                                             | Plataforma 10 metros sincronizado        |
| Saltos ornamentais      | 7                | Diana Isabel Pineda                                                      | Plataforma 10 metros                     |
| Saltos ornamentais      | 7                | Diana Isabel Pineda                                                      | Trampolim 1 metro                        |
| Saltos ornamentais      | 7                | Sara Bedoya e Carolina Murillo                                           | Plataforma 10 metros sincronizado        |
| Levantamento de peso    | 7                |                                                                          |                                          |
| Levantamento de peso    | 7                | Sergio Rada                                                              | 56 kg                                    |
| Levantamento de peso    | 7                | Diego Salazar                                                            | 62 kg                                    |
| Levantamento de peso    | 7                | Yoni Andica                                                              | 77 kg                                    |
| Levantamento de peso    | 7                | Wilmer Torres                                                            | 94 kg                                    |
| Levantamento de peso    | 7                | Nísida Palomeque                                                         | 63 kg                                    |
| Levantamento de peso    | 7                | Leidy Solis                                                              | 69 kg                                    |
| Levantamento de peso    | 7                | Ubaldina Valoyes                                                         | 75 kg                                    |
| Squash                  | 6                |                                                                          |                                          |
| Squash                  | 6                | Miguel Ángel Rodríguez                                                   | Individual                               |
| Squash                  | 6                | Javier Castilla e Bernardo Samper                                        | Duplas                                   |
| Squash                  | 6                | Erik Herrera, Javier Castilla, Bernardo Samper e Miguel Rodríguez        | Equipes masculino                        |
| Squash                  | 6                | Catalina Peláez e Silvia Angulo                                          | Duplas                                   |
| Squash                  | 6                | Karol González, Catalina Peláez e Silvia Angulo                          | Equipes feminino                         |
| Squash                  | 6                | Anna Gabriela Porras e Miguel Ángel Rodríguez                            | Duplas mistas                            |
| Lutas                   | 6                |                                                                          |                                          |
| Lutas                   | 6                | Iván Duque                                                               | Greco-romana 60 kg                       |
| Lutas                   | 6                | Freddy Serrano                                                           | Livre 55 kg                              |
| Lutas                   | 6                | Nelson García                                                            | Livre 60 kg                              |
| Lutas                   | 6                | Gloria Rivas                                                             | Livre 51 kg                              |
| Lutas                   | 6                | Jackeline Rentería                                                       | Livre 59 kg                              |
| Lutas                   | 6                | Sandra Roa                                                               | Livre 63 kg                              |
| Ginástica artística     | 5                |                                                                          |                                          |
| Ginástica artística     | 5                | Jorge Hugo Girraldo                                                      | Barras paralelas                         |
| Ginástica artística     | 5                | Didier Lugo                                                              | Barra fixa                               |
| Ginástica artística     | 5                | Jorge Hugo Girraldo                                                      | Argolas                                  |
| Ginástica artística     | 5                | Jorge Hugo Girraldo                                                      | Individual geral                         |
| Ginástica artística     | 5                | Catalina Escobar                                                         | Salto sobre a mesa                       |
| Boxe                    | 4                |                                                                          |                                          |
| Boxe                    | 4                | Arlex Contreras                                                          | 48 kg                                    |
| Boxe                    | 4                | Céiver Ávila                                                             | 51 kg                                    |
| Boxe                    | 4                | Óscar Negrete                                                            | 54 kg                                    |
| Boxe                    | 4                | César Villarraga                                                         | 60 kg                                    |
| BMX                     | 4                |                                                                          |                                          |
| BMX                     | 4                | Augusto Castro                                                           | 20 polegadas masculino                   |
| BMX                     | 4                | Augusto Castro                                                           | 24 polegadas masculino                   |
| BMX                     | 4                | Mariana Pajón                                                            | 20 polegadas feminino                    |
| BMX                     | 4                | Mariana Pajón                                                            | 24 polegadas feminino                    |
| Ciclismo de Estrada     | 4                |                                                                          |                                          |
| Ciclismo de Estrada     | 4                | Santiago Botero                                                          | Contra o relógio masculino               |
| Ciclismo de Estrada     | 4                | Santiago Botero                                                          | Corrida em estrada masculino             |
| Ciclismo de Estrada     | 4                | María Luisa Calle                                                        | Contra o relógio feminino                |
| Ciclismo de Estrada     | 4                | Paola Madriñán                                                           | Corrida em estrada feminino              |
| Hipismo                 | 4                |                                                                          |                                          |
| Hipismo                 | 4                | Eduardo                                                                  | Adiestramiento                           |
| Hipismo                 | 4                | Carlos Hernando Ramírez                                                  | Salto geral                              |
| Hipismo                 | 4                | Diana Rey, César Torrente, Raul Corchuelo e Eduardo Muñoz                | Adestramento por equipes                 |
| Hipismo                 | 4                | Carlos Ramírez, Rodrigo Díaz, Andrés Gamboa e Nicolás Toro               | Saltos por equipes                       |
| Judô                    | 4                |                                                                          |                                          |
| Judô                    | 4                | Luis Gabriel Montes e Glatenfer Ramírez                                  | Nage-no-kata                             |
| Judô                    | 4                | Diana velazco                                                            | Até 63 kg                                |
| Judô                    | 4                | Yuri Alvear                                                              | Até 70 kg                                |
| Judô                    | 4                | Equipe feminina                                                          | Judô por equipes                         |
| Triatlo                 | 4                |                                                                          |                                          |
| Triatlo                 | 4                | Jorge Arias, Óscar Preciado e Hernán Darío Rubiano                       | Distância olímpica por equipes masculino |
| Triatlo                 | 4                | Ricardo Cardeño, Óscar Prreciado e Hernán Darío Rubiano                  | Triatlo rápido por equipes masculino     |
| Triatlo                 | 4                | Alejandra Vargas, Carolina Grimaldo e Carmenza Morales                   | Distância olímpica por equipes feminino  |
| Triatlo                 | 4                | Alejandra Vargas, Carolina Grimaldo e Carmenza Morales                   | Triatlo rápido por equipes feminino      |
| Caratê                  | 3                |                                                                          |                                          |
| Caratê                  | 3                | Andrés Rendón                                                            | Kumitê até 60 kg                         |
| Caratê                  | 3                | José Guillermo Ramírez                                                   | Kumitê aberto                            |
| Caratê                  | 3                | Stella Urango                                                            | Kumitê aberto                            |
| Mountain Bike           | 2                |                                                                          |                                          |
| Mountain Bike           | 2                | Leonardo Páez                                                            | Masculino                                |
| Mountain Bike           | 2                | Laura Abril                                                              | Feminino                                 |
| Esgrima                 | 2                |                                                                          |                                          |
| Esgrima                 | 2                | Ágela Espinosa                                                           | Espada                                   |
| Esgrima                 | 2                | Diana Rodríguez, Ana María Castrillón, Ángela Espinossa e Natalia Lozano | Espada por equipes                       |
| Patinação artística     | 2                |                                                                          |                                          |
| Patinação artística     | 2                | Nataly Otálora                                                           | Patinação livre feminino                 |
| Patinação artística     | 2                | Viviana Osorio                                                           | Dança solo feminino                      |
| Tiro                    | 2                |                                                                          |                                          |
| Tiro                    | 2                | Nicolás Tordecilla                                                       | Fossa olímpica individual                |
| Tiro                    | 2                | Nicolás Tordecilla e Danilo Caro                                         | Fossa olímpica por equipes               |
| Taekwondo               | 2                |                                                                          |                                          |
| Taekwondo               | 2                | Dorís Patiño                                                             | 57 kg                                    |
| Taekwondo               | 2                | Sandra Venegas                                                           | 73 kg                                    |
| Canoagem                | 1                |                                                                          |                                          |
| Canoagem                | 1                | Aura Escamilla y Tatiana Muñoz                                           | K-2 500 metros                           |
| Futebol                 | 1                |                                                                          |                                          |
| Futebol                 | 1                | Equipe do futebol                                                        | Torneio masculino                        |
| Tênis de mesa           | 1                |                                                                          |                                          |
| Tênis de mesa           | 1                | Paula Medina                                                             | Simples feminino                         |
| Esqui aquático          | 1                |                                                                          |                                          |
| Esqui aquático          | 1                | Ángela Delgado                                                           | Figuras                                  |
| Total                   | 144              |                                                                          |                                          |

## Ligações Externas
- Web Oficial de La Organización de los IX Juegos Suramericanos Medellín 2010
- Comité Olímpico Colombiano - Sitio oficial
- Organización Deportiva Suramericana - Sitio Oficial